# 죽음의 수녀
《죽음의 수녀》(스페인어: Hermana muerte)는 스페인에서 제작한 파코 플라사 감독의 2023년 초자연 공포 영화이다. 아리아 베드마르, 알무데나 아모르 등이 출연했다. 2017년 영화 《베로니카》의 프리퀄이다. 

## 줄거리
1939년 스페인. 소녀 나르시사는 신의 계시를 받는 자로 마을 주민들로부터 떠받들여지고 언론을 타면서 가톨릭 교계에서도 유명세를 떨친다. 10년 후 예비 수녀가 된 나르시사는 전쟁통에 끔찍한 일을 겪은 옛 수녀원을 재활용한 여학교에서 학생들을 가르치게 된다. 그러나 이 학교엔 한 소녀의 원혼이 출몰하며 죽음을 불러오고 있었는데...

## 출연
- 아리아 베드마르 - 나르시사 수녀 역
- 마루 발디비엘소 - 훌리아 수녀 역
- 루이사 메렐라스 - 수녀원장 역
- 사라 로크 - 로사 역
- 올림피아 로크 - 엘비리타 역
- 알무데나 아모르 - 소코로 수녀 역
- 마르티나 델가도 - 마리나 역
- 아드리아나 카마레나 - 아나 마리아 역
- 콘수엘로 트루힐로 - 죽음의 수녀 역
- 산드라 에스카세나 - 베로니카 역
- 클라우디아 페르난데스 아로요
- 첼로 비바레스